# كيفن بورليه
كيفن بورليه (بالهولندية: Kevin Borlée) هو عداء مسافات قصيرة بلجيكي ولد في يوم 22 فبراير 1988 في مدينة فولوف سانت لامبيرت، تخصص في سباقات 400 وأبرز إنجازاته هو فوزه بالميدالية البرونزية في بطولة العالم لألعاب القوى 2011 في دايغو في كوريا الجنوبية، يعتبر هو وأخوته جوناثان بورليه وديلان بورليه وأوليفيا بورليه من أقوى عدائي ألعاب القوى في بلجيكا، حيث تم تدريبهم على يد والدهم العداء جاك بورليه.

## روابط خارجية
- كيفن بورليه على موقع الاتحاد الدولي لألعاب القوى (الإنجليزية)
- كيفن بورليه على موقع الدوري الماسي (الإنجليزية)
- كيفن بورليه على موقع TFRRS.org (الإنجليزية)
- كيفن بورليه على موقع اللجنة الأولمبية الدولية (الإنجليزية)
- كيفن بورليه على موقع أوليمبيديا (الإنجليزية)
- كيفن بورليه على موقع اللجنة الأولمبية البلجيكية (الهولندية)